# Gereformeerde Gemeenten
Gereformeerde Gemeenten (dosł. w języku polskim Reformowane Gminy, GG) – holenderska denominacja protestancka należąca do nurtu kalwinizmu, znana z konserwatywnego i ortodoksyjnego podejścia do wiary i życia. Powstała w 1907 roku w wyniku fuzji kilku konserwatywnych odłamów reformowanych, które sprzeciwiały się liberalizacji i modernizacji w głównych kościołach protestanckich Holandii. Liczy ok. 107 tys. członków. 
Niewielkie, niezależne wspólnoty, które połączyły się w 1907 roku pod przewodnictwem pastora G.H. Kerstena, dały początek obecnej denominacji.

## Charakterystyka
GG są znane jako "Kościoły Czarnych Pończoch" (potoczna nazwa folklorystyczna) ze względu na swój surowy styl życia:
- Ubiór: Kobiety noszą skromne, długie spódnice i zakrywają głowy w kościele.
- Niedziela: Jest dniem ścisłego odpoczynku; zakazana jest wszelka praca, zakupy i większość form rekreacji.
- Rozrywka i media: Unikają telewizji, kina, tańca i współczesnej muzyki. Edukacja odbywa się we własnych szkołach.
- Nabożeństwa: Są proste i tradycyjne, bez instrumentów muzycznych, z dominującym śpiewem psalmów a cappella i długimi kazaniami.
- Społeczność: Tworzą zwarte społeczności, głównie w tzw. "Pasie Biblijnym" w Holandii, dystansując się od świeckiego społeczeństwa.

## Doktryna
Pod względem doktrynalnym Gereformeerde Gemeenten są wierne Trzem Formułom Jedności (Drei Formulieren van Enigheid): Katechizmowi Heidelberskiemu, Konfesji Belgijskiej i Kanonom z Dort. Silnie podkreślają suwerenność Boga, grzech pierworodny oraz predestynację, wierząc w konieczność odrodzenia duchowego przez Ducha Świętego.